# 安娜·雅蓋隆卡
安娜·雅盖隆卡（波蘭語：Anna Jagiellonka；1523年10月18日—1596年9月9日）是1575年至1587年在位的波兰國王暨立陶宛女大公。她是波兰国王齐格蒙特一世之女，安娜是雅盖洛王朝末代君主。
因為波蘭的雅蓋隆王朝於1572年絕男嗣，波蘭議會瑟姆決議將49歲的安娜選為波蘭立陶宛聯邦之女王，並與獲選的外來國王結婚共治。然而，法國的亨利三世在1573年登基後，始終未與年齡比他大28歲的安娜成親，並在1574年不告而別回到法國，繼承法國王位。因此瑟姆另選特蘭西瓦尼亞公爵斯特凡·巴托里為配國王，於1576年與安娜正式成親。由於安娜年齡已老，兩人無子女。斯特凡·巴托里逝世後，安娜讓出王位，支持自己妹妹卡塔齊娜·雅蓋隆卡与瑞典瓦萨王朝国王约翰三世之子、外甥齐格蒙特三世當選為新國王。